# Cteniogaster
Cteniogaster is een geslacht van spinnen uit de familie bodemzakspinnen (Liocranidae).

## Soorten
- Cteniogaster conviva 	Bosselaers & Jocqué, 2013
- Cteniogaster hexomma Bosselaers & Jocqué, 2013
- Cteniogaster lampropus Bosselaers & Jocqué, 2013
- Cteniogaster nana Bosselaers & Jocqué, 2013
- Cteniogaster sangarawe Bosselaers & Jocqué, 2013
- Cteniogaster taxorchis Bosselaers & Jocqué, 2013
- Cteniogaster toxarchus Bosselaers & Jocqué, 2013